# 404 Arsinoë
A 404 Arsinoë (ideiglenes jelöléssel 1895 BY) a Naprendszer kisbolygóövében található aszteroida. Auguste Charlois fedezte fel 1895. június 20-án.